# Chick-fil-A
Chick-fil-A, er en amerikansk fastfood-kæde, etableret i 1946, med hoved-domicil i Atlanta-forstaden College Park, Georgia, USA .
Kæden har specialiseret sig i kyllinge-sandwiches.
Anno 2012 har Chick-fil-A 1.679 restauranter fordelt på 38 amerikanske stater.